# Plaga agrícola

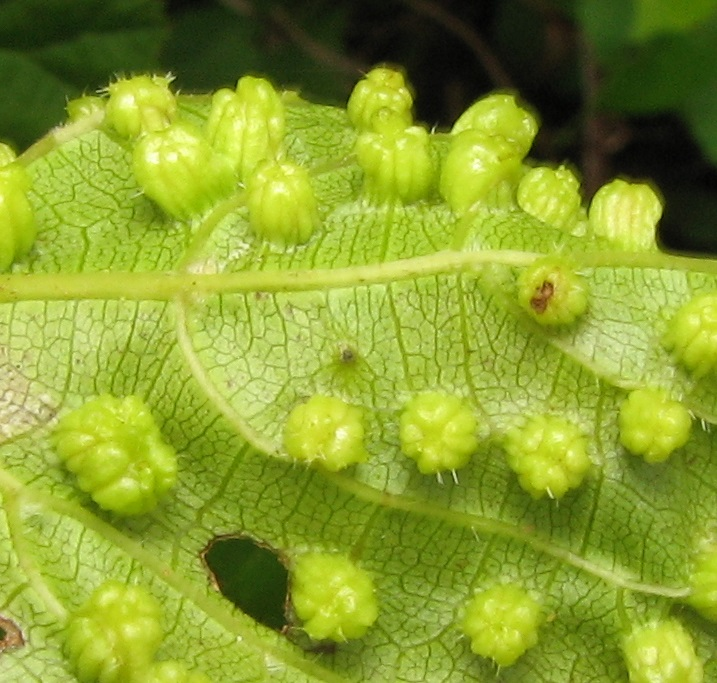
Agallas hechas por Daktulosphaira vitifoliae en hoja de vid, Vitis sp.

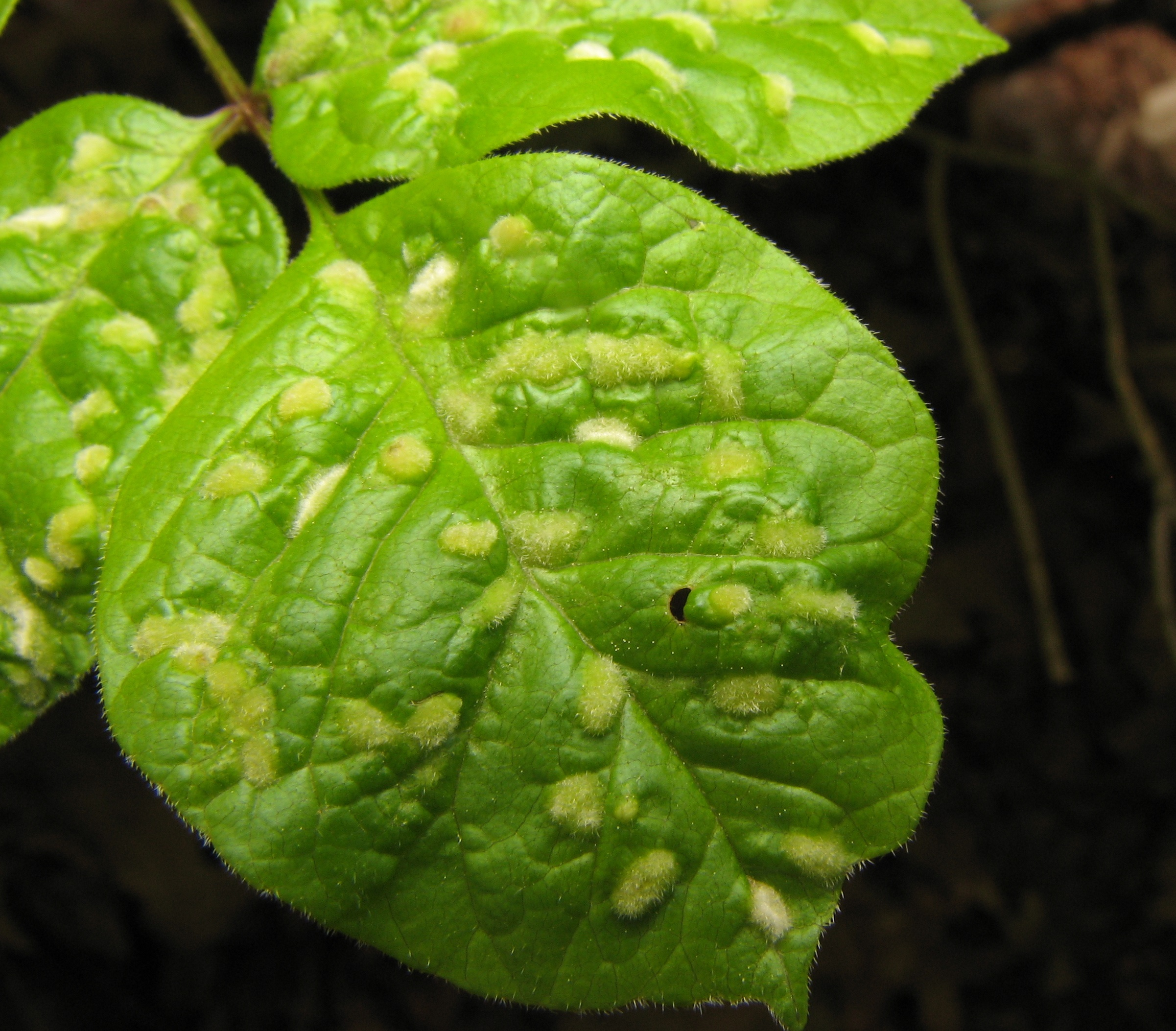
Agallas causadas por el ácaro Aceria fraxini en hojas de fresno.

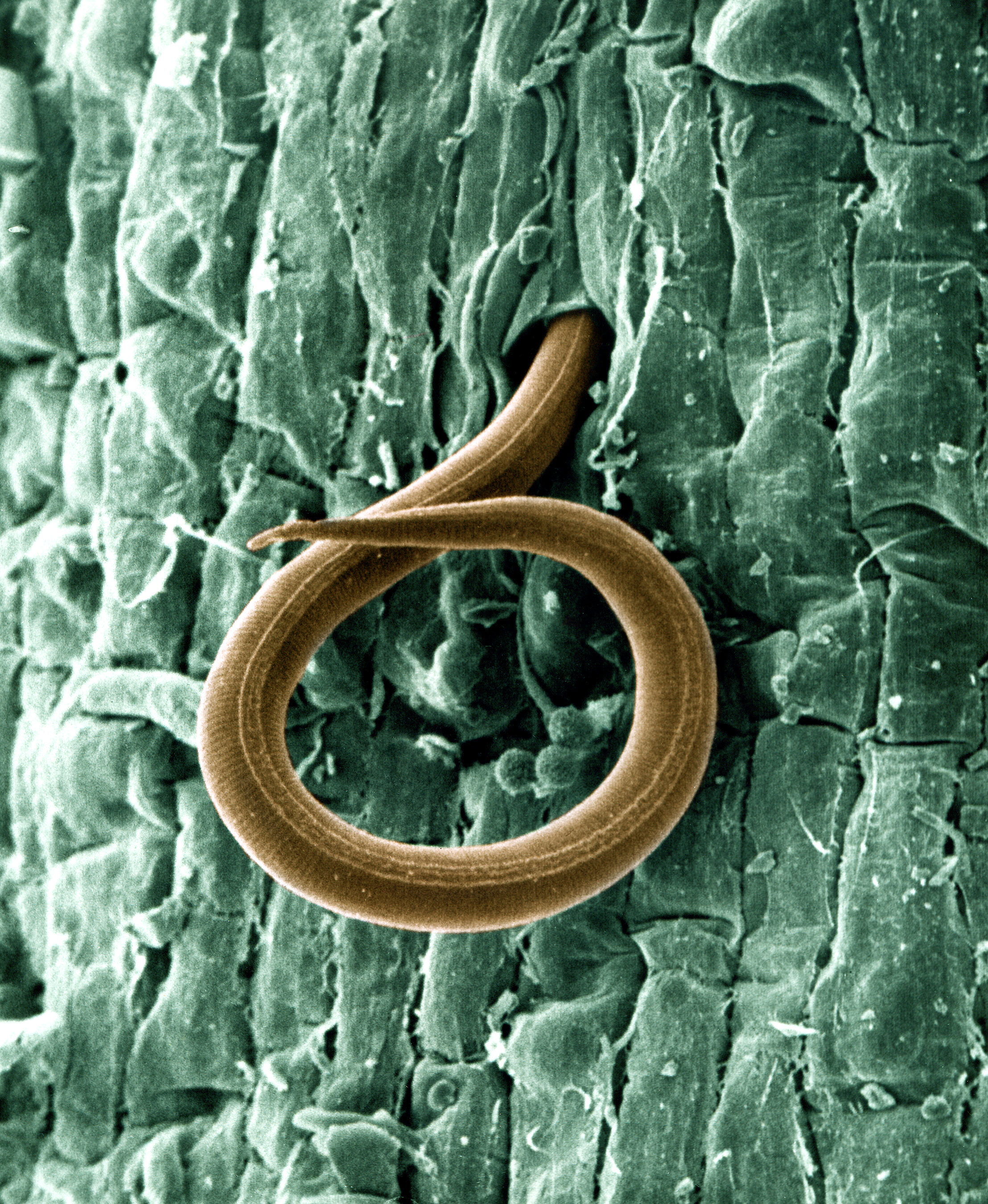
Nematodo de las raíces Meloidogyne incognita.

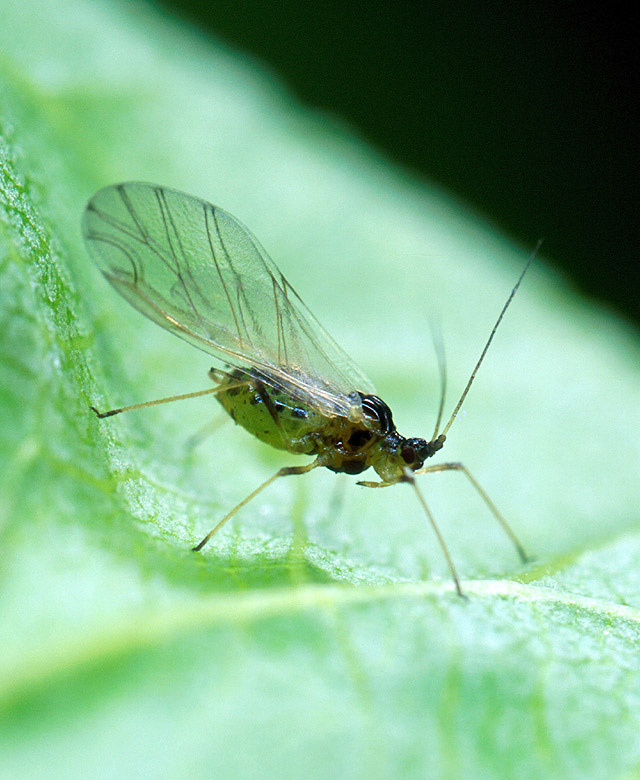
Pulgón del melocotonero, Myzus persicae

El término plaga agrícola se refiere a los animales, plantas y microorganismos que tienen efectos negativos sobre la producción agrícola. Las plagas prosperan si existe una fuente concentrada y fiable de alimento. Las medidas que se utilizan normalmente para aumentar la productividad de los cultivos (por ejemplo, el monocultivo de las variedades de alta producción, el cultivo múltiple mediante la reducción o eliminación de los suelos descansados, el uso de los fertilizantes, etc.) crean un ambiente favorable para las plagas. Por eso, en cualquier agrosistema efectivo se requiere el manejo inteligente de los problemas de las plagas.
En sentido estricto (en términos de la protección vegetal), el concepto de plaga agrícola ha evolucionado junto al desarrollo de la ciencia y la tecnología aplicadas a la agricultura, de tal manera que ha cambiado, por un lado, la concepción que se tiene acerca de cómo clasificar a los organismos dañinos para las plantas y productos vegetales y, por otro, qué tipo de organismos deben incluirse como dañinos.
En cuanto a lo primero, todos esos entes bióticos que pudieran ser agrupados en animales superiores (insectos, ácaros, nemátodos, aves y roedores), microorganismos (viroides, virus, micoplasmas, bacterias y hongos) y plantas superiores (malezas), que se clasificaban anteriormente como plagas (animales superiores), enfermedades (daños o trastornos causados por microorganismos patógenos) y malezas, se incluyen actualmente dentro del concepto de plaga.
En cuanto a lo segundo, durante muchos años se consideraba como plaga a cualquier ente biótico que cumpliese cualquier tipo de relación alimenticia o de sustrato con algún hospedante vegetal, sin evaluarse exactamente el grado de asociación con el cultivo o con el producto agrícola almacenado, ni menos el grado de estabilidad de la población con respecto al sustrato. Como consecuencia, en el pasado fueron consideradas como plagas muchas especies asociadas de una u otra forma al hospedero, incluyendo numerosas especies endémicas, esto es, raramente abundantes y con densidades insuficientes para ser verdaderamente consideradas plagas, y por lo tanto sin considerar su importancia económica (daños traducidos en pérdidas), ya que en la actualidad, el concepto de daño económico producido por una plaga, recurrente o no, en la calidad de la cosecha y/o en la vida útil de la planta hospedante, es fundamental para decidir y definir la categoría como plaga de un organismo, asociado regular o permanentemente a un cultivo.
Actualmente, la comunidad internacional acoge la definición siguiente para plaga:

Cualquier especie, raza o biotipo vegetal o animal o agente patógeno dañino para las plantas o productos vegetales
FAO 2018

Esto define brevemente el concepto de plaga. Recoge bajo un mismo término a todos los entes bióticos que anteriormente eran clasificados bajo diferentes categorías que indicaban en forma general a qué grupo o grupos taxonómicos pertenecían y si se consideraban dañinos o potencialmente dañinos. Por ejemplo, al indicar un organismo como maleza se entendía que era una planta dañina. En segundo lugar, limita a categoría de plaga a todo aquel organismo capaz de causar daño a las plantas y productos vegetales, aun cuando el término daño no está definido en la fuente de la definición.
Los grupos animales más importantes de plagas de la agricultura son, en orden de importancia económica: insectos, ácaros, nematodos y moluscos (caracoles, babosas). Las plantas consideradas plagas se llaman malezas.
Muchas de las plagas de la agricultura son especies introducidas que se han convertido en especies invasoras.

## Manejo de plagas
En agricultura se controlan las plagas con una variedad de métodos. Se usan métodos químicos como los plaguicidas que incluyen fungicidas, herbicidas, insecticidas, acaricidas y nematicidas; métodos biológicos, que usan los enemigos naturales de la plaga y métodos físicos, como barreras y trampas.

## Galería

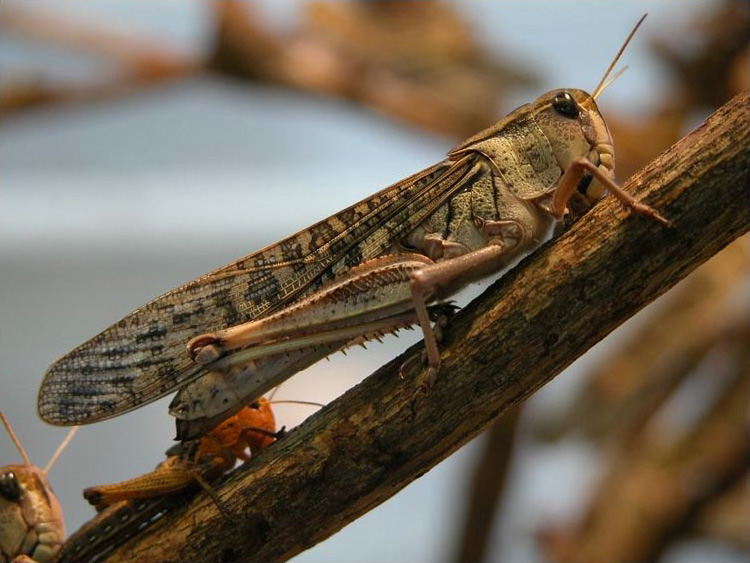
Langosta migratoria (Locusta migratoria).
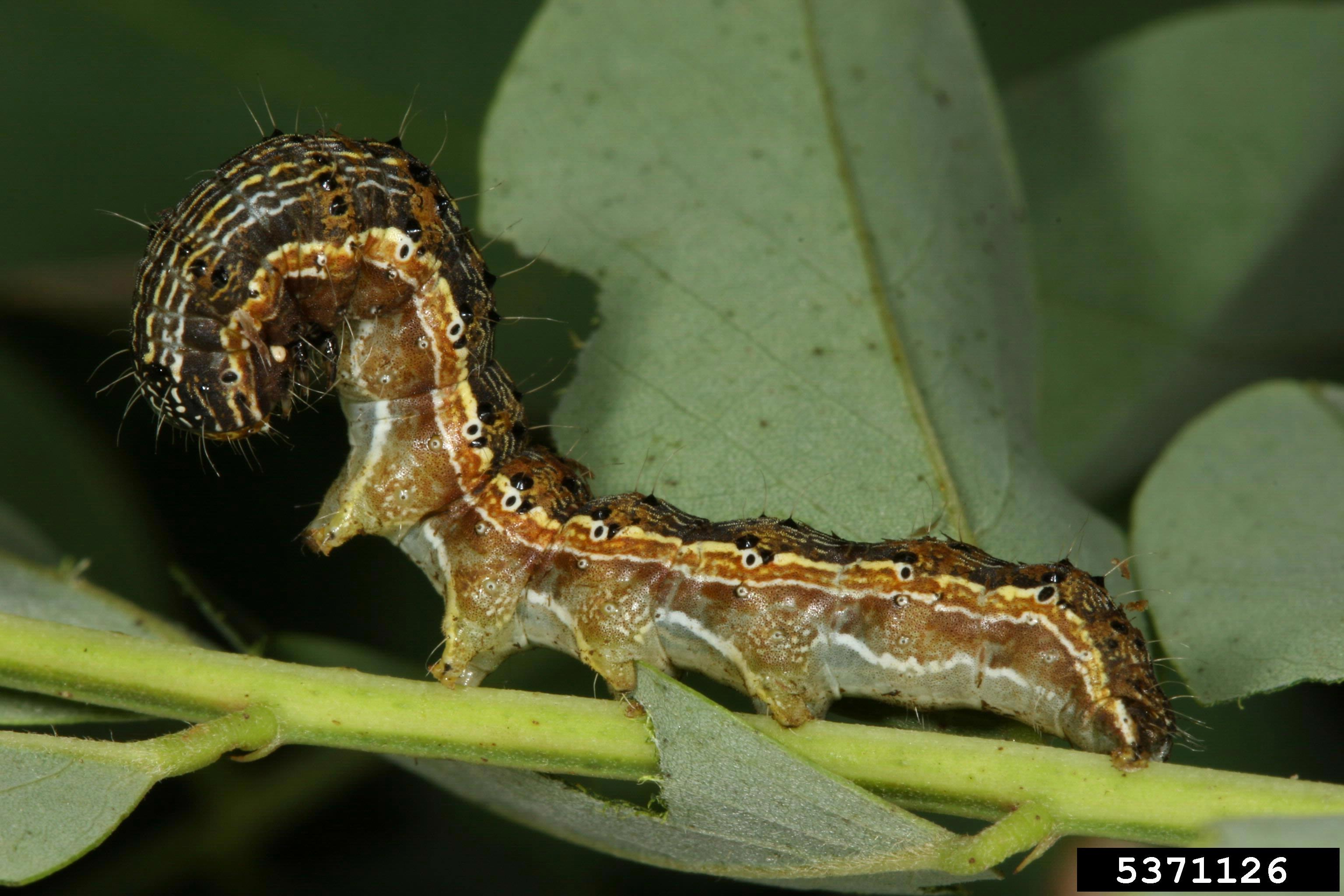
Orugas como las de la polilla Helicoverpa armigera pueden devastar las cosechas.
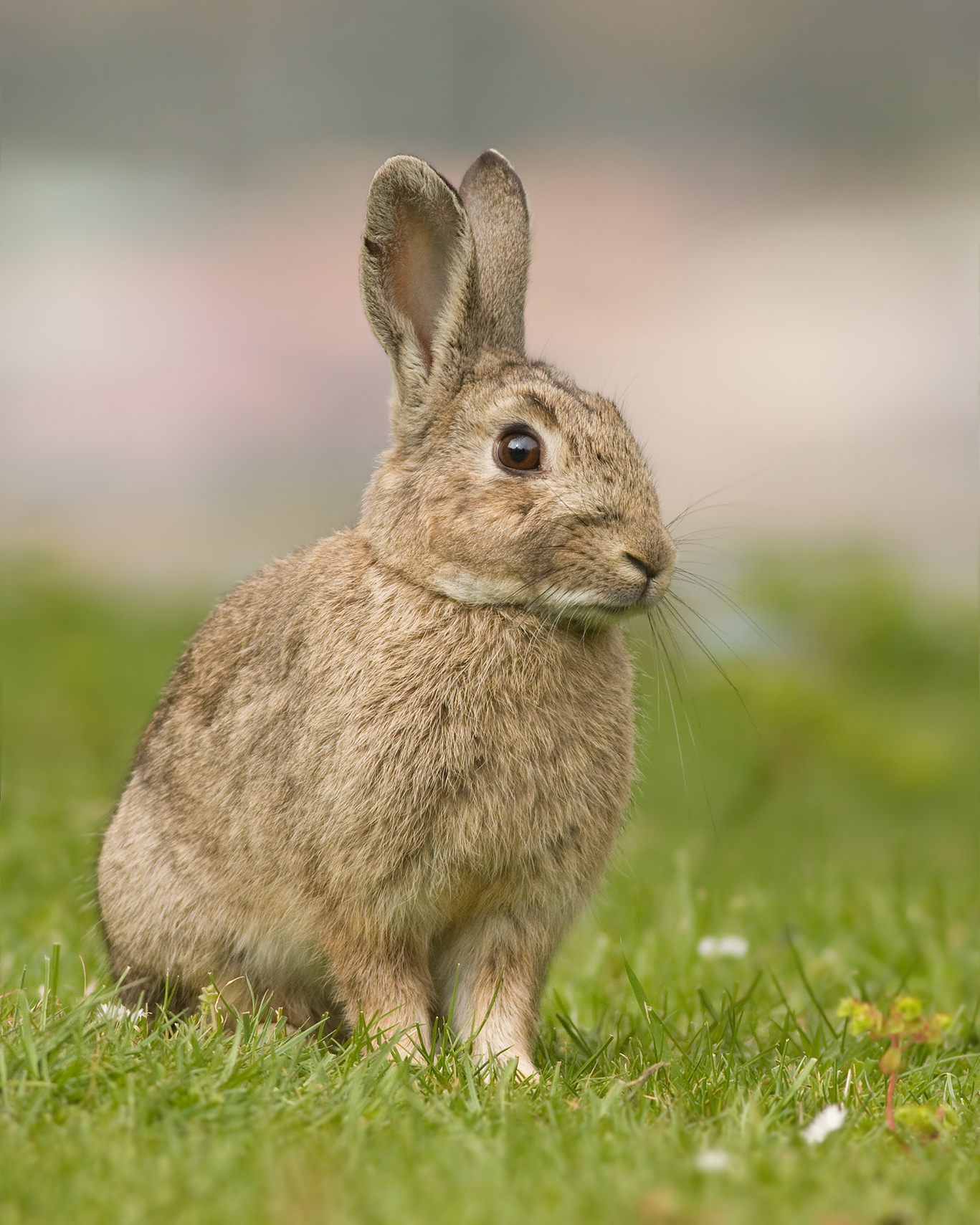
Conejo europeo (Oryctolagus cuniculus) en Tasmania.
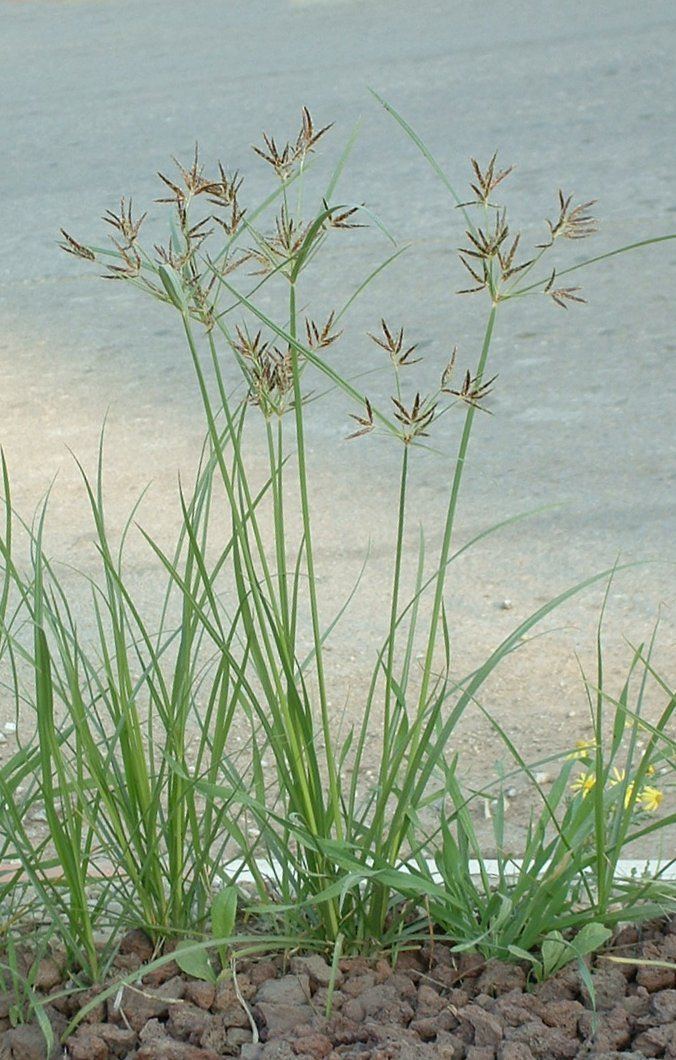
Cyperus rotundus, considerado una de las peores malezas del mundo.